# 世界贸易中心十字架

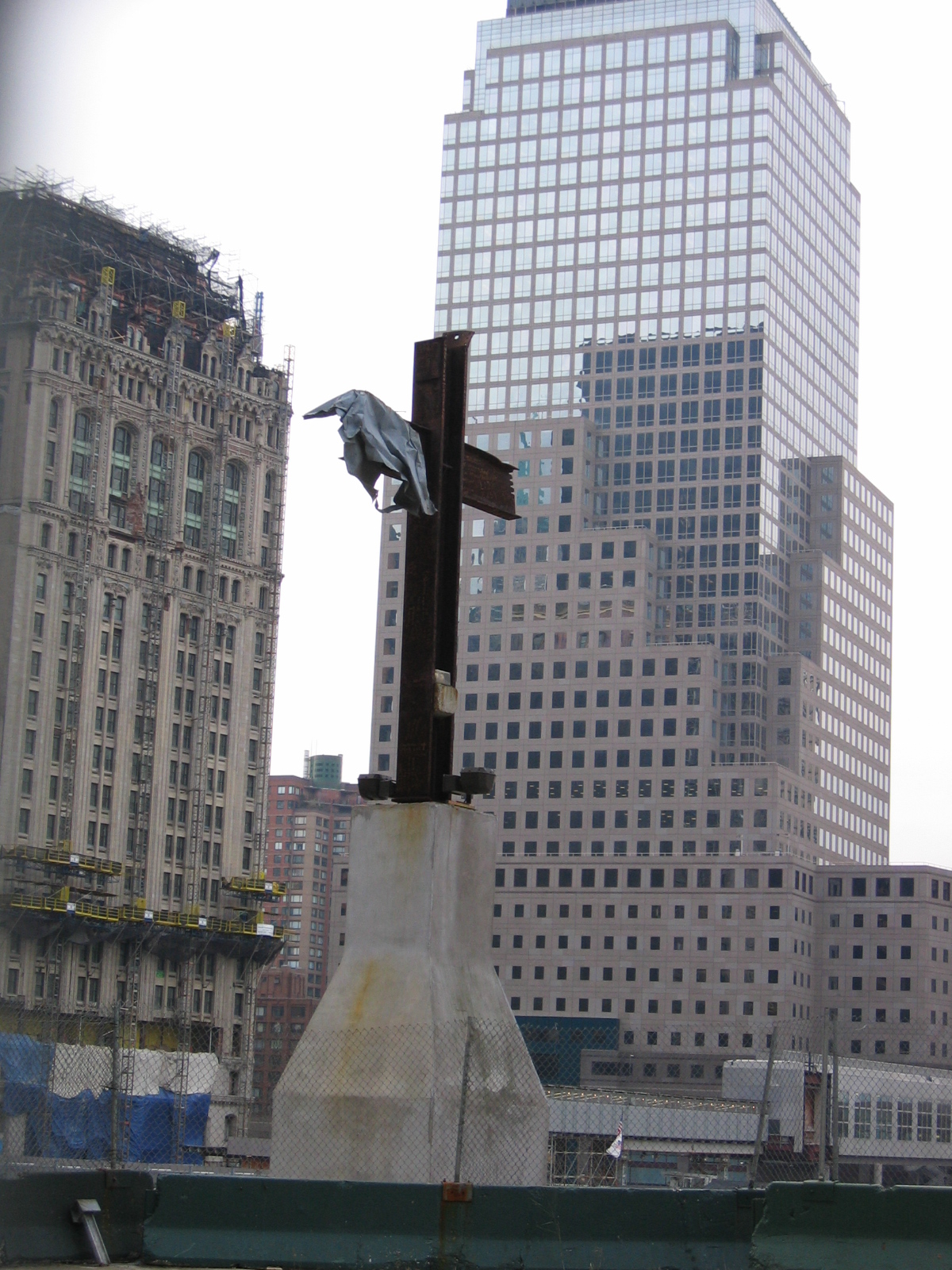

世界贸易中心十字架（World Trade Center cross）是在2001年九一一袭击事件后，在美國纽约市曼哈顿下城世界贸易中心遗址废墟中发现的一组钢梁，因为其类似于基督教十字架而得名。

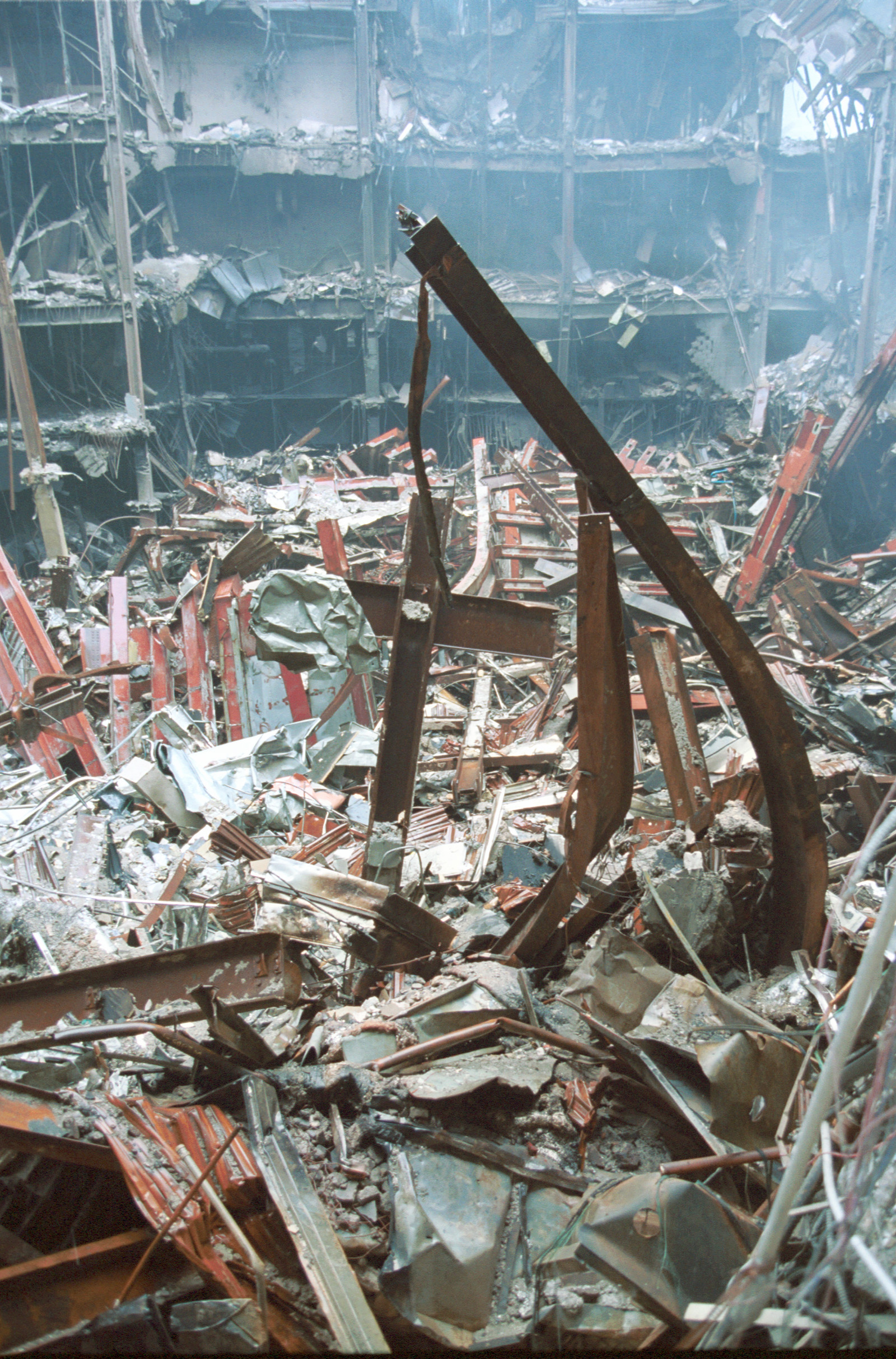

在恐怖袭击之后，清理现场期间，2001年9月13日，在废墟中发现了这组20-英尺（6.1-）十字形钢梁 。十字架遂成为各种教派的祈祷之处。10月4日，十字架迁移到教堂街，继续作为宗教设施和旅游景点。
2004-2005年，紐約與新澤西港務局计划兴建纽新港務局过哈德逊河捷运（PATH）軌道系统世界貿易中心交通轉運中心和办公塔楼，准备拆除十字架。天主教方济各会神父布里安约旦自2006年4月以来一直试图保留十字架。 提议在此期间，将面向世界贸易中心遗址的圣伯多禄堂作为临时安置地点。2006年10月5日，十字架迁至圣伯多禄堂。 2011年7月23日，十字架迁回世界贸易中心遗址，安放在九一一國家紀念博物館。